# Борисово (городской округ Клин)
Борисово — деревня в Клинском районе Московской области, в составе Городского поселения Клин. Население — 281 чел. (2010). До 2006 года Борисово входило в состав Ямуговского сельского округа.

## Расположение
Деревня расположена в центральной части района, в 3 км от западной окраины города Клин, на левом берегу реки Липня (левый приток Сестры), высота центра над уровнем моря 165 м. Ближайшие населённые пункты — примыкающее на востоке Ильино, Першутино на противоположном берегу реки и Папивино на севере.

## Население
| 2002 | 2006 | 2010 |
| ---- | ---- | ---- |
| 196  | ↘177 | ↗281 |